# Mesdames de la Halle

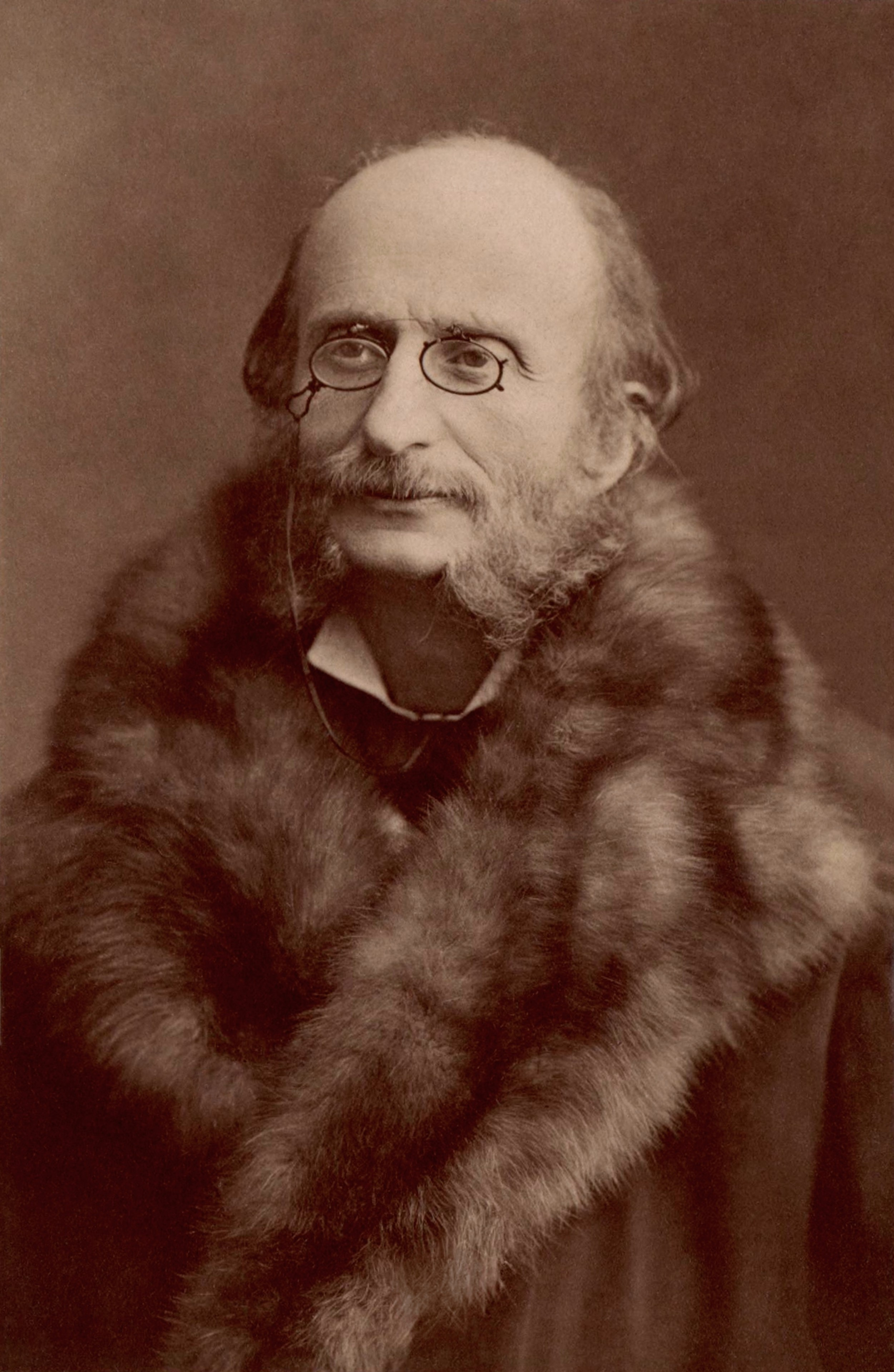
Jacques Offenbach

Mesdames de la Halle är en operett (opérette bouffe) i en akt med musik av Jacques Offenbach och libretto av Armand Lapointe. Den framfördes första gången den 3 mars 1858 på Théâtre des Bouffes Parisiens i Paris och var Offenbachs första scenverk med kör och många medverkande. Gänzl beskriver verket som "ett delikat exempel på parisisk bouffonerie" 

## Historia
Bouffes-Parisiens satte upp operetten i Wien med Lucille Tostée som Croûte-au-pot och senare i Budapest, där en ungersk version snart följde.
Den sattes upp i Berlin 1858, i Bryssel 1869 och i Monte Carlo 1908. Den 3 april 1913 sattes den upp på Théâtre des Arts i Paris dirigerad av Gabriel Grovlez och med sångarna Lucy Vauthrin, Marcelle Devries och Maurice Lamy. Den sattes upp på Opéra-Comique den 4 maj 1940 med René Hérent, Lillie Grandval och Roger Bourdin, dirigerad av Gustave Cloëz.
Mesdames de la Halle framfördes som en av tre föreställningar med titeln 'Vive Offenbach' tillsammans med Pomme d'Api och Monsieur Choufleuri restera chez lui le... på Opéra-Comique i december 1979, nypremiär nästföljande år samt 1983.

## Personer
| Roller                                      | Röststämma  | Premiärbesättning 3 mars 1858, (Dirigent: Offenbach) |
| ------------------------------------------- | ----------- | ---------------------------------------------------- |
| Madame Poiretapée (fiskmånglerska)          | tenor       | Léonce                                               |
| Madame Madou (grönsaksförsäljare)           | baryton     | Désiré                                               |
| Madame Beurrefondu (grönsaksförsäljare)     | baryton     | Georges-Louis Mesmaecker                             |
| Raflafla (tamburmajor)                      | tenor       | Edmond Duvernoy                                      |
| Le commissaire                              | baryton     | Prosper Guyot                                        |
| Marchand d'habits                           | tenor       | Jean Paul                                            |
| Ciboulette (grönsaksförsäljare)             | sopran      | Marguerite Chabert                                   |
| Croûte-au-pot (kökspojke)                   | soprano     | Lise Tautin                                          |
| Marchande de plaisirs                       | sopran      | Baudoin                                              |
| Marchande de fruits                         | sopran      | Cico                                                 |
| Marchande de légumes                        | mezzosopran | Kunzé                                                |
| Marchande de pois verts                     | sopran      | Byard                                                |
| Folk i Hallarna, kunder, polismän, soldater |             |                                                      |

## Handling

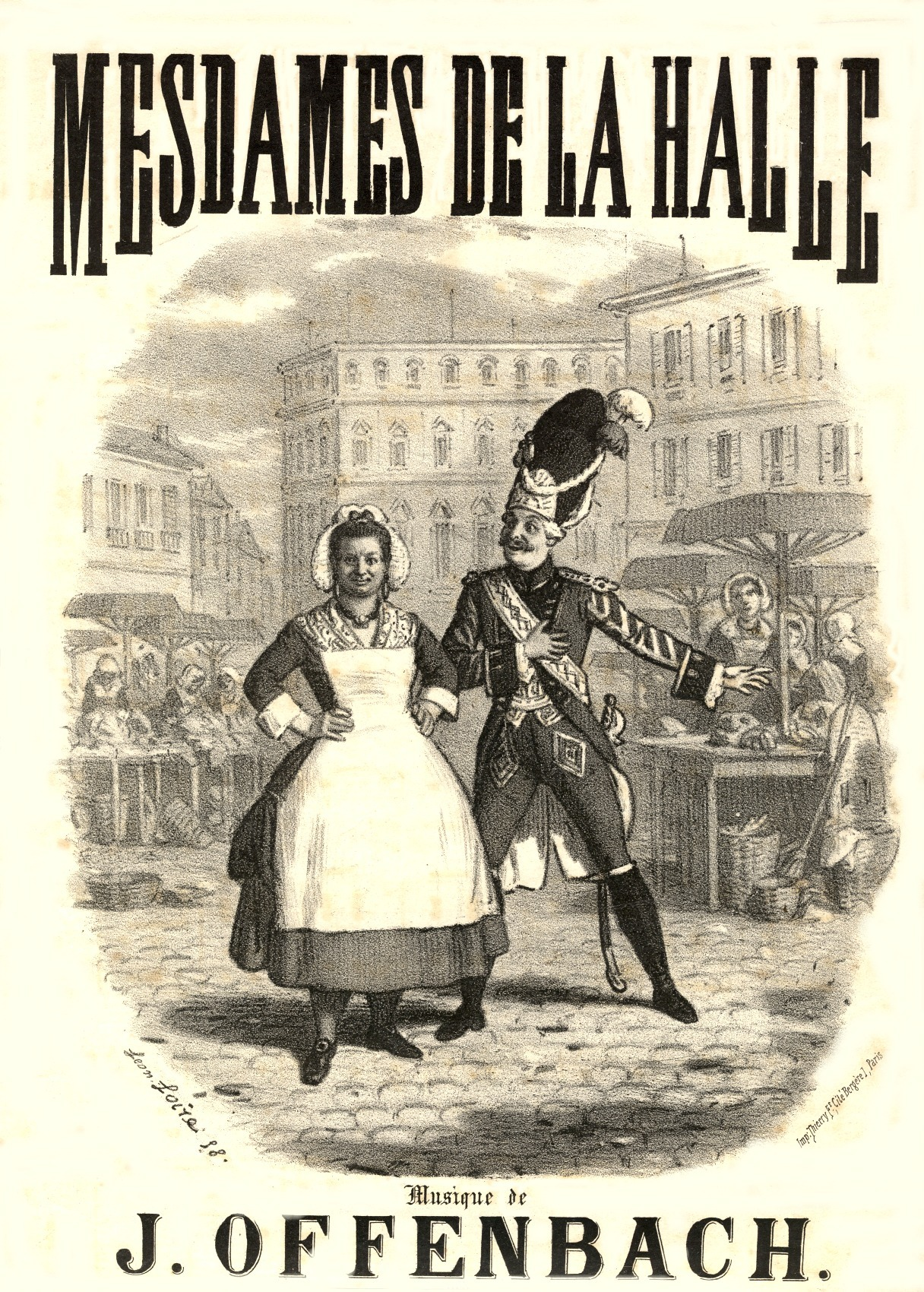
Mesdames de la Halle

På Paris frukt- och grönsakshandel finns alla sorters försäljare. Tamburmajoren Raflafla kommer med några soldater och sjunger en smickrande sång för damerna. Madou och Beurrefondu är inte imponerade: de är ute efter kökspojken Croûte-au-pot. Han gör entré men sjunger om sin kärlek för fruktförsäljerskan Ciboulette. Madou och Beurrefondu försöker sälja sina varor till honom, men när han vänder upp och ned på sin korg kommer Raflafla och kör iväg honom i en skottkärra. Madou och Beurrefondu bråkar med Poiretapée, vilket lockar dit kommissarien, kunderna och Ciboulette. När de stridande kvinnorna har forslats iväg introducerar sig Ciboulette i en sång. När Raflafla försöker snacka in sig hos henne får han nobben, trots att hennes hjärta aldrig missar ett slag när hon möter honom. Poiretapée har mutat kommissarien med en drink och återvänder till marknaden där Raflafla gör ett nytt försök genom att sjunga en ballad om månen för henne. Croûte-au-pot kommer in efter att ha hoppat ut från ett fönster, och han och Ciboulette sjunger en lycklig duett.
Beurrefondu gör entré och gillar inte Ciboulettes relation med kökspojken. Då Ciboulette är föräldralös kan det bli svårt att få hennes föräldrars tillstånd. Hon berättat för Beurrefondu att hennes pappa var vaktchef, att hon är arton år och från Vaugirard. Beurrefondu svimmar ned i fontänen. När hon dras upp förklarar hon att Ciboulette är hennes dotter. När Beurrefondu berättar allt för Madou svimmar även hon ned i fontänen. Ciboulette tar fram ett förseglat brev som hon har burit nära hjärat sedan hon var tre månader gammal. När Croûte-au-pot läser brevet svimmar både Raflafla och Poiretapée, vilket löser mysterier med hennes försvunna föräldrar. De samtycket till hennes giftermål.

## Musiknummer
- Nr 1: Chœur et couplets de Raflafla
- Nr 2: Air de Croûte-au-pot
- Nr 3: Quintette
- Nr 4: Air de Ciboulette
- Nr 5: Air de Raflafla
- Nr 6: Duo
- Nr 7: Septuor bouffe
- Nr 8: Finale